# Ahmed Mezerna
 Ahmed Mezerna, né le 29 avril 1907 à Blida et décédé le 31 mai 1982 à Paris, est un homme politique algérien. Il est élu député français en 1946.

## Biographie
Le 20 avril 1948, il dénonce à la tribune de l'Assemblée le trucage des élections à l'Assemblée algérienne.
Il fait partie des Messalistes, opposés aux Centralistes du CRUA à l'origine de l'insurrection du 1er novembre 1954. Le 11 juillet 1955, il est arrêté au Caire par les autorités égyptienne à la demande du FLN. Il est libéré avant l'indépendance algérienne et il meurt en 1982 en exil à Paris.